# Livovská Huta
Livovská Huta este o comună slovacă, aflată în districtul Bardejov din regiunea Prešov, pe malul râului Topľa⁠(d). Localitatea se află la altitudinea de 660 m deasupra n.m., se întinde pe o suprafață de 14,22 km2 și în 2017 număra 44 de locuitori.

## Istoric
Localitatea Livovská Huta este atestată documentar din 1773.

## Demografie
| An:                | 1994 | 2004   | 2014    | 2024    |
| ------------------ | ---- | ------ | ------- | ------- |
| Număr de persoane: | 59   | 54     | 45      | 37      |
| Diferență:         |      | −8,47% | −16,66% | −17,77% |

| An:                | 2023 | 2024   |
| ------------------ | ---- | ------ |
| Număr de persoane: | 38   | 37     |
| Diferență:         |      | −2,63% |